# Ченар (Саве)
Ченар (перс. چنار) — село в Ірані, у дегестані Шагсаван-Канді, в Центральному бахші, шагрестані Саве остану Марказі. За даними перепису 2006 року, його населення становило 59 осіб, що проживали у складі 13 сімей.

## Клімат
Середня річна температура становить 13,08°C, середня максимальна – 31,64°C, а середня мінімальна – -8,17°C. Середня річна кількість опадів – 245 мм.
| Клімат поселення                              | Клімат поселення | Клімат поселення | Клімат поселення | Клімат поселення | Клімат поселення | Клімат поселення | Клімат поселення | Клімат поселення | Клімат поселення | Клімат поселення | Клімат поселення | Клімат поселення | Клімат поселення |
| Показник                                      | Січ.             | Лют.             | Бер.             | Квіт.            | Трав.            | Черв.            | Лип.             | Серп.            | Вер.             | Жовт.            | Лист.            | Груд.            |                  |
| Середній максимум, °C                         | 8,29             | 9,54             | 14,48            | 20,84            | 25,29            | 30,32            | 31,64            | 30,52            | 26,76            | 21,21            | 14,81            | 8,68             |                  |
| Середня температура, °C                       | 0,06             | 1,32             | 6,25             | 12,61            | 17,06            | 22,08            | 25,62            | 24,52            | 20,75            | 15,20            | 8,81             | 2,67             |                  |
| Середній мінімум, °C                          | −8,17            | −6,9             | −1,99            | 4,40             | 8,84             | 13,87            | 19,61            | 18,49            | 14,73            | 9,18             | 2,79             | −3,36            |                  |
| Норма опадів, мм                              | 33               | 33               | 46               | 35               | 28               | 4                | 1                | 1                | 0                | 11               | 21               | 32               |                  |
| Середньомісячна швидкість вітру, м/с          | 1.50             | 1.96             | 3.03             | 3.08             | 2.64             | 2.52             | 2.66             | 2.45             | 2.25             | 2.18             | 1.90             | 1.27             |                  |
| Середньомісячна сонячна радіація, кДж/м²·день | 8945             | 11877            | 14418            | 18022            | 22083            | 26365            | 26016            | 23678            | 20227            | 14806            | 10753            | 8735             |                  |
| --------------------------------------------- | ---------------- | ---------------- | ---------------- | ---------------- | ---------------- | ---------------- | ---------------- | ---------------- | ---------------- | ---------------- | ---------------- | ---------------- | ---------------- |
| Джерело:                                      |                  |                  |                  |                  |                  |                  |                  |                  |                  |                  |                  |                  |                  |